# Кракс-рогань
Кракс-рогань (Pauxi) — рід куроподібних птахів родини краксових (Cracidae). Включає 3 види. Поширені в Південній Америці.

## Назва
Наукова назва Pauxi походить з іспанського слова Paují, що означає «павич». Так перші європейські колонізатори тропічної Америки називали багатьох місцевих великих птахів.

## Види
- Кракс-рогань північний (Pauxi pauxi)
- Кракс-рогань південний (Pauxi unicornis)
- Кракс-рогань сирайський (Pauxi koepckeae)